# Rafael Defendi
Rafael Garcia Tonioli Defendi (Ribeirão Preto, 22 dicembre 1983) è un ex calciatore brasiliano, di ruolo portiere.

## Biografia
È fratello maggiore di Rodrigo Defendi.

## Carriera
Nato a Ribeirão Preto, ha militato nelle serie inferiori del calcio brasiliano fino al 2014, quando si è trasferito in Portogallo al Paços Ferreira.
Ha esordito nella massima serie portoghese il 17 agosto seguente disputando l'incontro perso 2-0 contro il Benfica.